# Львівський палац мистецтв
Льві́вський пала́ц мисте́цтв — виставковий комплекс, розташований у центрі міста Львова, на вулиці Коперника, 17.
Розпочав роботу в 1996 році. У чотириповерховій будівлі міститься 12 експозиційних залів площею понад 3,6 тисяч м², найменший з яких — 50,2 м², а найбільший — 795 м². Висота деяких залів — понад 8 метрів. Загальна площа 8,7 тисяч м². Перед палацом улаштована площа для акцій просто неба. Конференц-зал на 200 місць обладнаний сценою і пристосований для проведення концертів, конференцій, показу моделей. Є також понад 50 службових приміщень, гардероб, ресторан, кав'ярня. Виставкові зали поєднані між собою внутрішнім відкритим простором для полегшення орієнтації. У палаці виставляються художники, проходять промислові та бізнес-виставки.
Будівлю споруджено за проєктом Василя Каменщика, розробленим у 1987 році на замовлення Львівського міськвиконкому. Участь у проєктуванні взяли також: інженер В. Куліковський, архітектори В. Іванський, З. Підлісний, І. Білякова. Будівля композиційно та за стилем підпорядкована Палацу Потоцьких, що розташований поруч, збережено лінію забудови вулиці Коперника. Фасад прикрашений символічним горельєфом, із зображенням святого Луки (скульптори Дмитро Крвавич, Микола Посікіра, Любомир Яремчук).
7 березня 2004 року у приміщенні палацу мистецтв відкрилася кімната-музей Тараса Григоровича Шевченка. У березні 2006 року, під час урочистих Шевченківських святкувань, музеєві присвоєне звання громадського та відтоді це є «Народний музей Тараса Шевченка у Львові».
У березні 2014 року на фасаді палацу мистецтв майстерня «Фабрика мистецтв» встановила погруддя шести митців — скульптора Іоана Пінзеля (автор — Іван Самотос), поета Тараса Шевченка (автор — Йосип Садовський), скульптора і художника Олександра Архипенка (автор — Любомир Яремчук), маляра Федора Сеньковича (автор — Теодозія Бриж), художника Михайла Бойчука (автор — Микола Посікіра) та живописця Олекси Новаківського (автор — Емануїл Мисько). 7 квітня 2014 року їх освятили.